# Madalena Félix
Madalena de Carvalho Félix (Luanda, 20 settembre 1989) è un'ex cestista angolana.

## Carriera
Con l'Angola ha disputato tre incontri ai Giochi della XXX Olimpiade.